# Cattleya schilleriana
Cattleya schilleriana är en orkidéart som beskrevs av Heinrich Gustav Reichenbach. Cattleya schilleriana ingår i släktet Cattleya och familjen orkidéer. Inga underarter finns listade i Catalogue of Life.

## Bildgalleri

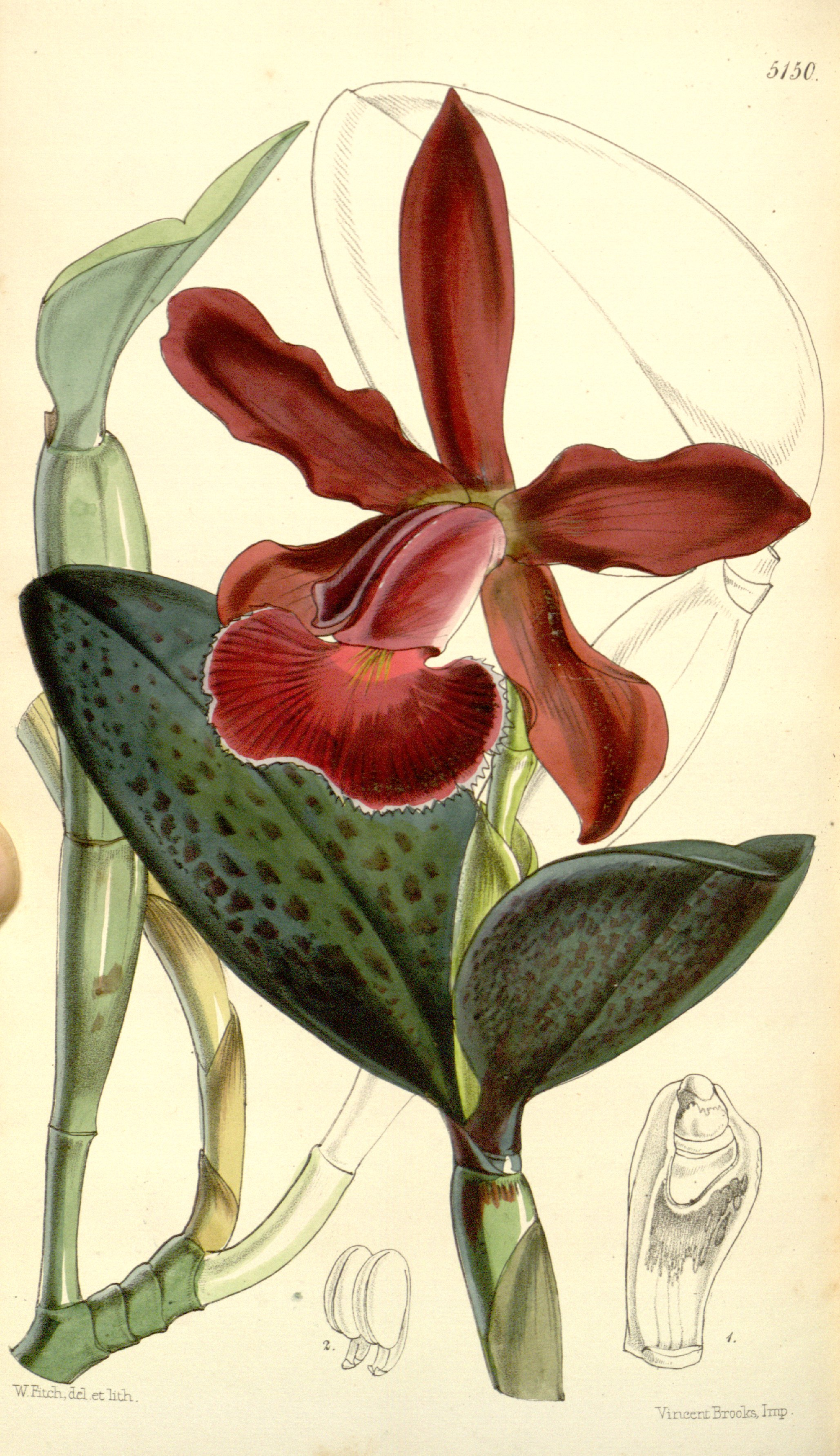
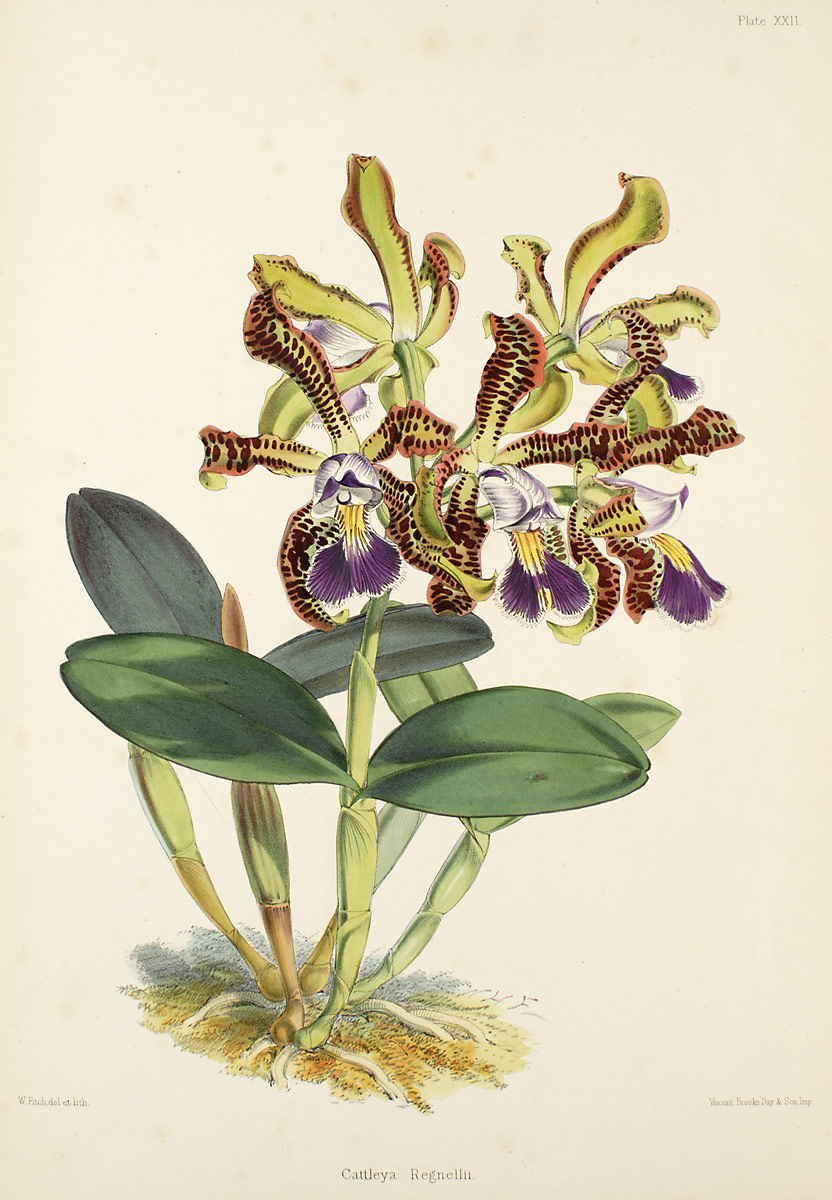
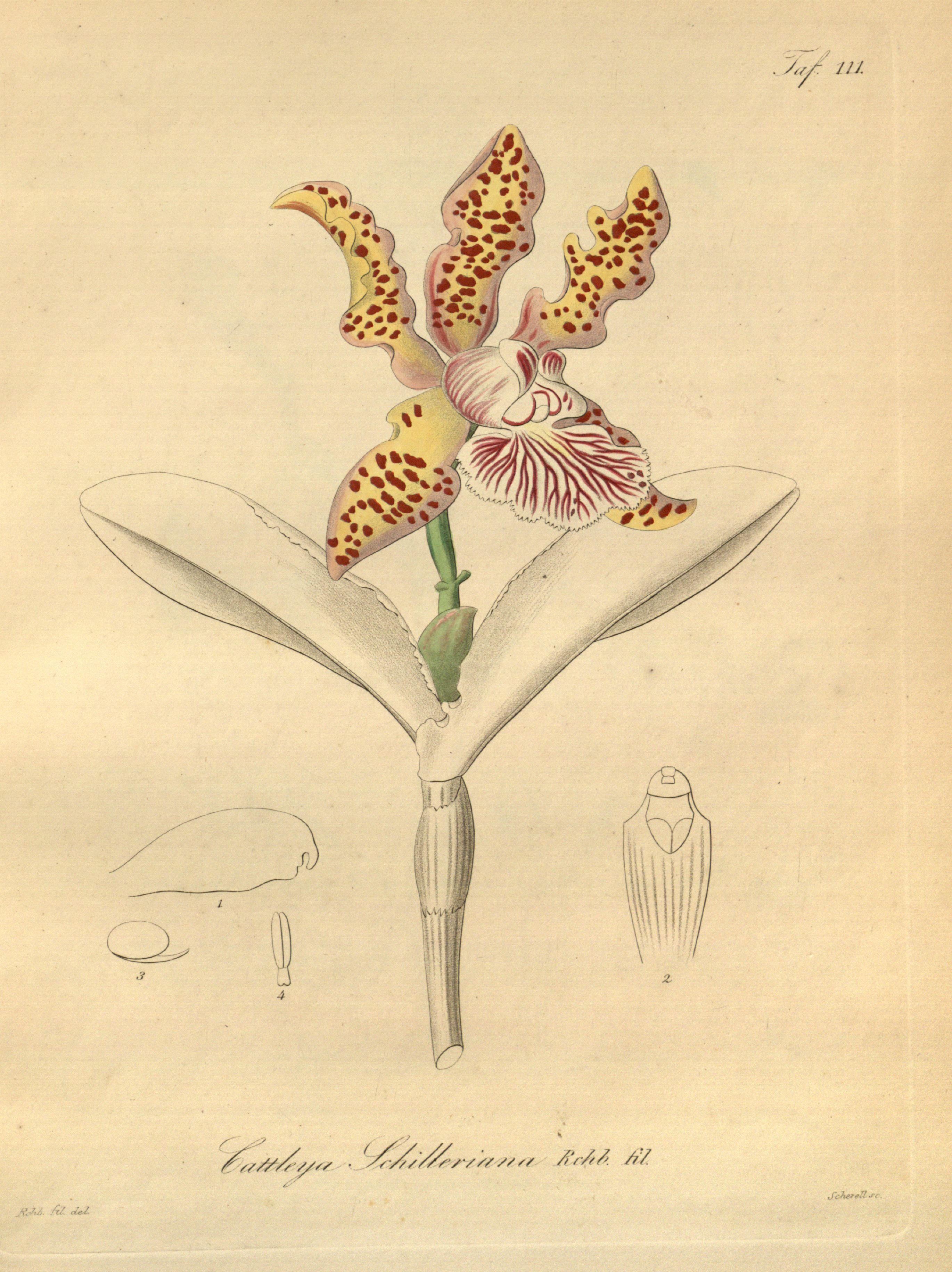